# Olympische Winterspiele 2002/Eisschnelllauf
Bei den XIX. Olympischen Winterspielen 2002 in Salt Lake City fanden zehn Wettbewerbe im Eisschnelllauf statt. Austragungsort war die im Jahr 2001 eröffnete Eislaufhalle Utah Olympic Oval.
Die mit dem Klappschlittschuh eingeläutete Rekordjagd bei Olympischen Spielen war auch beim Bau dieser Bahn berücksichtigt worden und sorgte neben den erwarteten Weltrekorden für einige Stürze. Es gab zwei neue Weltrekorde: Über 10.000 Meter durchbrach der Niederländer Jochem Uytdehaage die 13-Minuten-Schallmauer. Die Deutsche Claudia Pechstein erreichte eine neue Bestmarke über 5 Kilometer.

## Bilanz

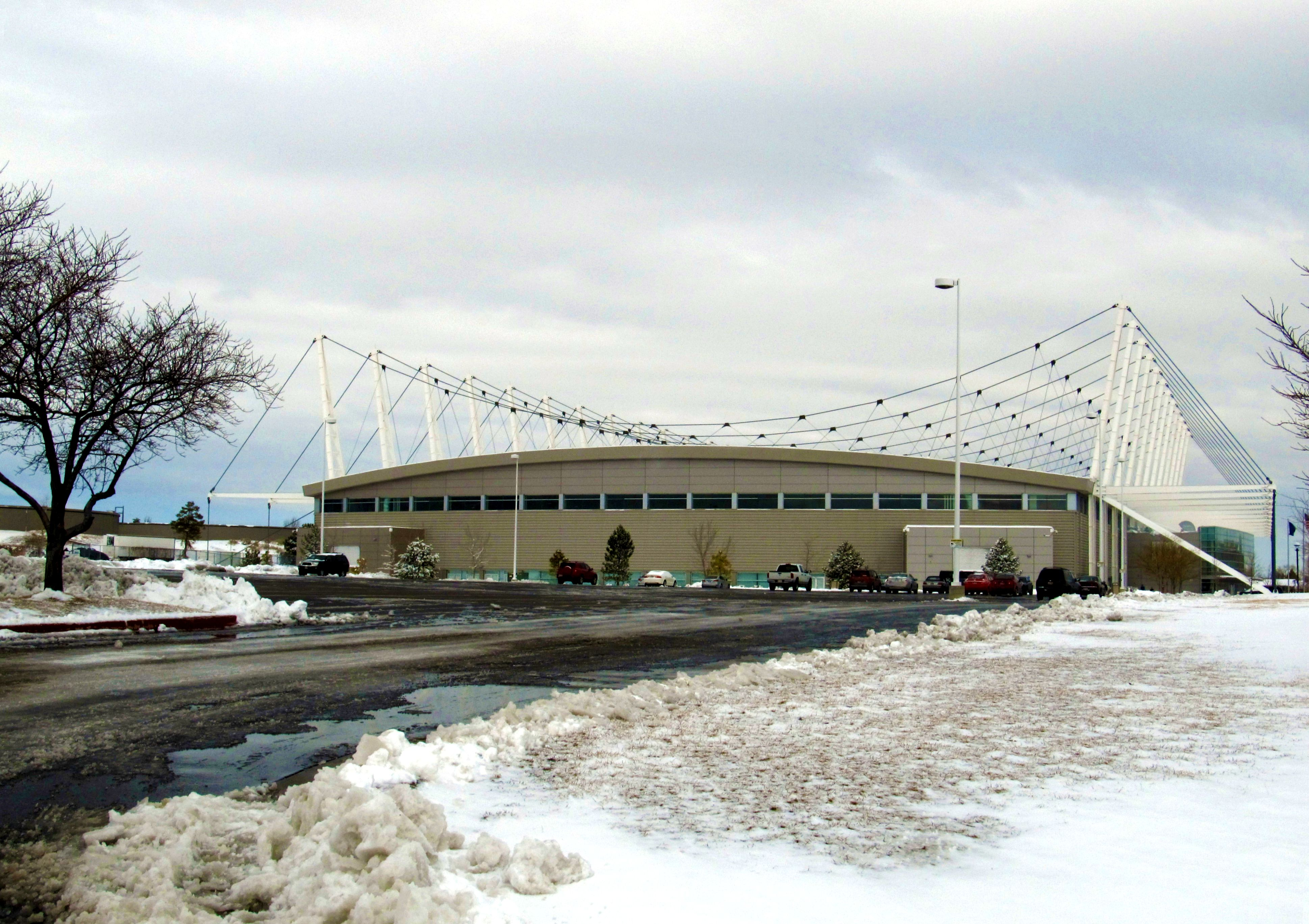
Utah Olympic Oval

### Medaillenspiegel
| Platz | Land               | Gold | Silber | Bronze | Gesamt |
| ----- | ------------------ | ---- | ------ | ------ | ------ |
| 1     | Niederlande        | 3    | 5      | –      | 8      |
| 2     | Deutschland        | 3    | 3      | 2      | 8      |
| 3     | Vereinigte Staaten | 3    | 1      | 4      | 8      |
| 4     | Kanada             | 1    | –      | 2      | 3      |
| 5     | Japan              | –    | 1      | –      | 1      |
| 6     | Norwegen           | –    | –      | 2      | 2      |

### Medaillengewinner
| Konkurrenz | Gold               | Silber            | Bronze        |
| ---------- | ------------------ | ----------------- | ------------- |
| 500 m      | Casey FitzRandolph | Hiroyasu Shimizu  | Kip Carpenter |
| 1000 m     | Gerard van Velde   | Jan Bos           | Joey Cheek    |
| 1500 m     | Derek Parra        | Jochem Uytdehaage | Ådne Søndrål  |
| 5000 m     | Jochem Uytdehaage  | Derek Parra       | Jens Boden    |
| 10.000 m   | Jochem Uytdehaage  | Gianni Romme      | Lasse Sætre   |

| Konkurrenz | Gold                | Silber            | Bronze             |
| ---------- | ------------------- | ----------------- | ------------------ |
| 500 m      | Catriona LeMay Doan | Monique Garbrecht | Sabine Völker      |
| 1000 m     | Chris Witty         | Sabine Völker     | Jennifer Rodriguez |
| 1500 m     | Anni Friesinger     | Sabine Völker     | Jennifer Rodriguez |
| 3000 m     | Claudia Pechstein   | Renate Groenewold | Cindy Klassen      |
| 5000 m     | Claudia Pechstein   | Gretha Smit       | Clara Hughes       |

## Ergebnisse Männer

### 500 m
| Platz | Land | Sportler           | 1. Lauf (s) | 2. Lauf (s) | Gesamtzeit (min) |
| ----- | ---- | ------------------ | ----------- | ----------- | ---------------- |
| 1     | USA  | Casey FitzRandolph | 34,42 (OR)  | 34,81       | 1:09,23 (OR)     |
| 2     | JPN  | Hiroyasu Shimizu   | 34,61       | 34,65       | 1:09,26          |
| 3     | USA  | Kip Carpenter      | 34,68       | 34,79       | 1:09,47          |
| 4     | NED  | Gerard van Velde   | 34,72       | 34,77       | 1:09,49          |
| 5     | KOR  | Lee Kyu-hyeok      | 34,74       | 34,85       | 1:09,59          |
| 6     | USA  | Joey Cheek         | 34,78       | 34,82       | 1:09,60          |
| 7     | CAN  | Mike Ireland       | 34,77       | 34,83       | 1:09,60          |
| 8     | JPN  | Toyoki Takeda      | 35,00       | 34,81       | 1:09,81          |
| 9     | NED  | Jan Bos            | 35,14       | 34,72       | 1:09,86          |
| 10    | NED  | Erben Wennemars    | 35,00       | 34,89       | 1:09,89          |
|       |      |                    |             |             |                  |
| 19    | GER  | Michael Künzel     | 35,47       | 35,37       | 1:10,84          |
| 26    | GER  | Christian Breuer   | 36,50       | 35,57       | 1:12,07          |

Datum: 11./12. Februar 2002, jeweils 13:00 Uhr 

38 Teilnehmer aus 15 Ländern, davon 35 in der Wertung.

### 1000 m
| Platz | Land | Sportler            | Zeit (min)   |
| ----- | ---- | ------------------- | ------------ |
| 1     | NED  | Gerard van Velde    | 1:07,18 (WR) |
| 2     | NED  | Jan Bos             | 1:07,53      |
| 3     | USA  | Joey Cheek          | 1:07,61      |
| 4     | USA  | Kip Carpenter       | 1:07,89      |
| 5     | NED  | Erben Wennemars     | 1:07,95      |
| 6     | USA  | Nick Pearson        | 1:07,97      |
| 7     | USA  | Casey FitzRandolph  | 1:08,15      |
| 8     | KOR  | Lee Kyu-hyeok       | 1:08,37      |
| 9     | RUS  | Sergei Klewtschenja | 1:08,41      |
| 10    | FIN  | Janne Hänninen      | 1:08,45      |
|       |      |                     |              |
| 24    | GER  | Michael Künzel      | 1:09,64      |
| 30    | GER  | Christian Breuer    | 1:10,38      |
| 34    | GER  | Jan Friesinger      | 1:10,71      |

Datum: 16. Februar 2002, 13:00 Uhr 

44 Teilnehmer aus 18 Ländern, alle in der Wertung.

### 1500 m
| Platz | Land | Sportler          | Zeit (min)   |
| ----- | ---- | ----------------- | ------------ |
| 1     | USA  | Derek Parra       | 1:43,95 (WR) |
| 2     | NED  | Jochem Uytdehaage | 1:44,57      |
| 3     | NOR  | Ådne Søndrål      | 1:45,26      |
| 4     | USA  | Joey Cheek        | 1:45,34      |
| 5     | NED  | Ids Postma        | 1:45,41      |
| 6     | USA  | Nick Pearson      | 1:45,51      |
| 7     | NED  | Jan Bos           | 1:45,63      |
| 8     | KOR  | Lee Kyu-hyeok     | 1:45,82      |
| 9     | NED  | Rintje Ritsma     | 1:45,86      |
| 10    | RUS  | Jewgeni Lalenkow  | 1:45,97      |
|       |      |                   |              |
| 41    | GER  | Jan Friesinger    | 1:50,26      |
| 43    | GER  | Frank Dittrich    | 1:51,02      |

Datum: 19. Februar 2002, 13:00 Uhr 

48 Teilnehmer aus 17 Ländern, davon 47 in der Wertung. Rennen nicht beendet: Christian Breuer (GER).

### 5000 m
| Platz | Land | Sportler          | Zeit (min)   |
| ----- | ---- | ----------------- | ------------ |
| 1     | NED  | Jochem Uytdehaage | 6:14,66 (WR) |
| 2     | USA  | Derek Parra       | 6:17,98      |
| 3     | GER  | Jens Boden        | 6:21,73      |
| 4     | RUS  | Dmitri Schepel    | 6:21,85      |
| 5     | USA  | KC Boutiette      | 6:22,97      |
| 6     | NED  | Carl Verheijen    | 6:24,71      |
| 7     | ITA  | Roberto Sighel    | 6:25,11      |
| 8     | BEL  | Bart Veldkamp     | 6:25,88      |
| 9     | GER  | Frank Dittrich    | 6:25,89      |
| 10    | NOR  | Lasse Sætre       | 6:25,92      |
|       |      |                   |              |
| 32    | GER  | René Taubenrauch  | 7:19,76      |

Datum: 9. Februar 2002, 09:00 Uhr 

32 Teilnehmer aus 14 Ländern, alle in der Wertung.

### 10.000 m
| Platz | Land | Sportler          | Zeit (min)    |
| ----- | ---- | ----------------- | ------------- |
| 1     | NED  | Jochem Uytdehaage | 12:58,92 (WR) |
| 2     | NED  | Gianni Romme      | 13:10,03      |
| 3     | NOR  | Lasse Sætre       | 13:16,92      |
| 4     | JPN  | Keiji Shirahata   | 13:20,40      |
| 5     | GER  | Jens Boden        | 13:23,43      |
| 6     | RUS  | Dmitri Schepel    | 13:23,83      |
| 7     | ITA  | Roberto Sighel    | 13:26,19      |
| 8     | NOR  | Kjell Storelid    | 13:27,24      |
| 9     | BEL  | Bart Veldkamp     | 13:27,48      |
| 10    | GER  | Frank Dittrich    | 13:28,73      |

Datum: 22. Februar 2002, 12:00 Uhr 

16 Teilnehmer aus 10 Ländern, alle in der Wertung.
10. Platz: Frank Dittrich (GER)

13:28,73

## Ergebnisse Frauen

### 500 m
| Platz | Land | Sportlerin          | 1. Lauf (s) | 2. Lauf (s) | Gesamtzeit (min) |
| ----- | ---- | ------------------- | ----------- | ----------- | ---------------- |
| 1     | CAN  | Catriona LeMay Doan | 37,30 (OR)  | 37,45       | 1:14,75 (OR)     |
| 2     | GER  | Monique Garbrecht   | 37,34       | 37,60       | 1:14,94          |
| 3     | GER  | Sabine Völker       | 37,62       | 37,57       | 1:15,19          |
| 4     | NED  | Andrea Nuyt         | 37,54       | 37,83       | 1:15,37          |
| 5     | BLR  | Anschalika Kazjuha  | 37,73       | 37,76       | 1:15,39          |
| 6     | JPN  | Tomomi Okazaki      | 37,77       | 37,87       | 1:15,64          |
| 7     | RUS  | Swetlana Schurowa   | 37,55       | 38,09       | 1:15,64          |
| 8     | NED  | Marianne Timmer     | 38,30       | 37,87       | 1:16,17          |
| 9     | JPN  | Yukari Watanabe     | 37,98       | 38,22       | 1:16,20          |
| 10    | RUS  | Swetlana Kaikan     | 38,05       | 38,26       | 1:16,31          |
|       |      |                     |             |             |                  |
| 15    | GER  | Jenny Wolf          | 38,36       | 38,37       | 1:16,73          |
| 19    | GER  | Marion Wohlrab      | 39,66       | 38,71       | 1:17,37          |
| 26    | AUT  | Emese Hunyady       | 39,38       | 39,51       | 1:18,89          |

Datum: 13./14. Februar 2002, 11:00 Uhr 

31 Teilnehmerinnen aus 12 Ländern, davon 30 in der Wertung.

### 1000 m
| Platz | Land | Sportlerin          | Zeit (min)   |
| ----- | ---- | ------------------- | ------------ |
| 1     | USA  | Chris Witty         | 1:13,83 (WR) |
| 2     | GER  | Sabine Völker       | 1:13,96      |
| 3     | USA  | Jennifer Rodriguez  | 1:14,24      |
| 4     | NED  | Marianne Timmer     | 1:14,45      |
| 5     | GER  | Anni Friesinger     | 1:14,47      |
| 6     | GER  | Monique Garbrecht   | 1:14,60      |
| 7     | JPN  | Aki Tonoike         | 1:14,64      |
| 8     | NED  | Andrea Nuyt         | 1:14,65      |
| 9     | CAN  | Catriona LeMay Doan | 1:14,72      |
| 10    | ITA  | Chiara Simionato    | 1:14,86      |
|       |      |                     |              |
| 21    | GER  | Marion Wohlrab      | 1:16,51      |

Datum: 17. Februar 2002, 17:15 Uhr 

36 Teilnehmerinnen aus 14 Ländern, davon 35 in der Wertung.

### 1500 m
| Platz | Land | Sportlerin         | Zeit (min)   |
| ----- | ---- | ------------------ | ------------ |
| 1     | GER  | Anni Friesinger    | 1:54,02 (WR) |
| 2     | GER  | Sabine Völker      | 1:54,97      |
| 3     | USA  | Jennifer Rodriguez | 1:55,32      |
| 4     | CAN  | Cindy Klassen      | 1:55,59      |
| 5     | USA  | Chris Witty        | 1:55,71      |
| 6     | GER  | Claudia Pechstein  | 1:55,93      |
| 7     | NED  | Tonny de Jong      | 1:56,02      |
| 8     | USA  | Amy Sannes         | 1:56,29      |
| 9     | JPN  | Maki Tabata        | 1:56,35      |
| 10    | RUS  | Warwara Baryschewa | 1:56,44      |
|       |      |                    |              |
| 12    | AUT  | Emese Hunyady      | 1:56,51      |
| 22    | GER  | Marion Wohlrab     | 1:59,67      |

Datum: 20. Februar 2002, 13:00 Uhr 

39 Teilnehmerinnen aus 17 Ländern, davon 38 in der Wertung.

### 3000 m
| Platz | Land | Sportlerin             | Zeit (min)   |
| ----- | ---- | ---------------------- | ------------ |
| 1     | GER  | Claudia Pechstein      | 3:57,70 (WR) |
| 2     | NED  | Renate Groenewold      | 3:58,94      |
| 3     | CAN  | Cindy Klassen          | 3:58,97      |
| 4     | GER  | Anni Friesinger        | 3:59,39      |
| 5     | NED  | Tonny de Jong          | 4:00,49      |
| 6     | JPN  | Maki Tabata            | 4:03,63      |
| 7     | USA  | Jennifer Rodriguez     | 4:04,99      |
| 8     | CAN  | Kristina Groves        | 4:06,44      |
| 9     | AUT  | Emese Hunyady          | 4:06,55      |
| 10    | CAN  | Clara Hughes           | 4:06,57      |
|       |      |                        |              |
| 12    | GER  | Daniela Anschütz-Thoms | 4:07,50      |

Datum: 10. Februar 2002, 13:00 Uhr 

32 Teilnehmerinnen aus 16 Ländern, alle in der Wertung.

### 5000 m
| Platz | Land | Sportlerin         | Zeit (min)   |
| ----- | ---- | ------------------ | ------------ |
| 1     | GER  | Claudia Pechstein  | 6:46,91 (WR) |
| 2     | NED  | Gretha Smit        | 6:49,22      |
| 3     | CAN  | Clara Hughes       | 6:53,53      |
| 4     | CAN  | Cindy Klassen      | 6:55,89      |
| 5     | RUS  | Warwara Baryschewa | 6:56,97      |
| 6     | GER  | Anni Friesinger    | 6:58,39      |
| 7     | NED  | Tonny de Jong      | 7:01,17      |
| 8     | JPN  | Maki Tabata        | 7:06,32      |
| 9     | USA  | Catherine Raney    | 7:06,89      |
| 10    | CAN  | Kristina Groves    | 7:07,16      |
|       |      |                    |              |
| 12    | GER  | Daniela Anschütz   | 7:10,17      |

Datum: 23. Februar 2002, 13:00 Uhr 

16 Teilnehmerinnen aus 7 Ländern, davon 14 in der Wertung.